# Koktél

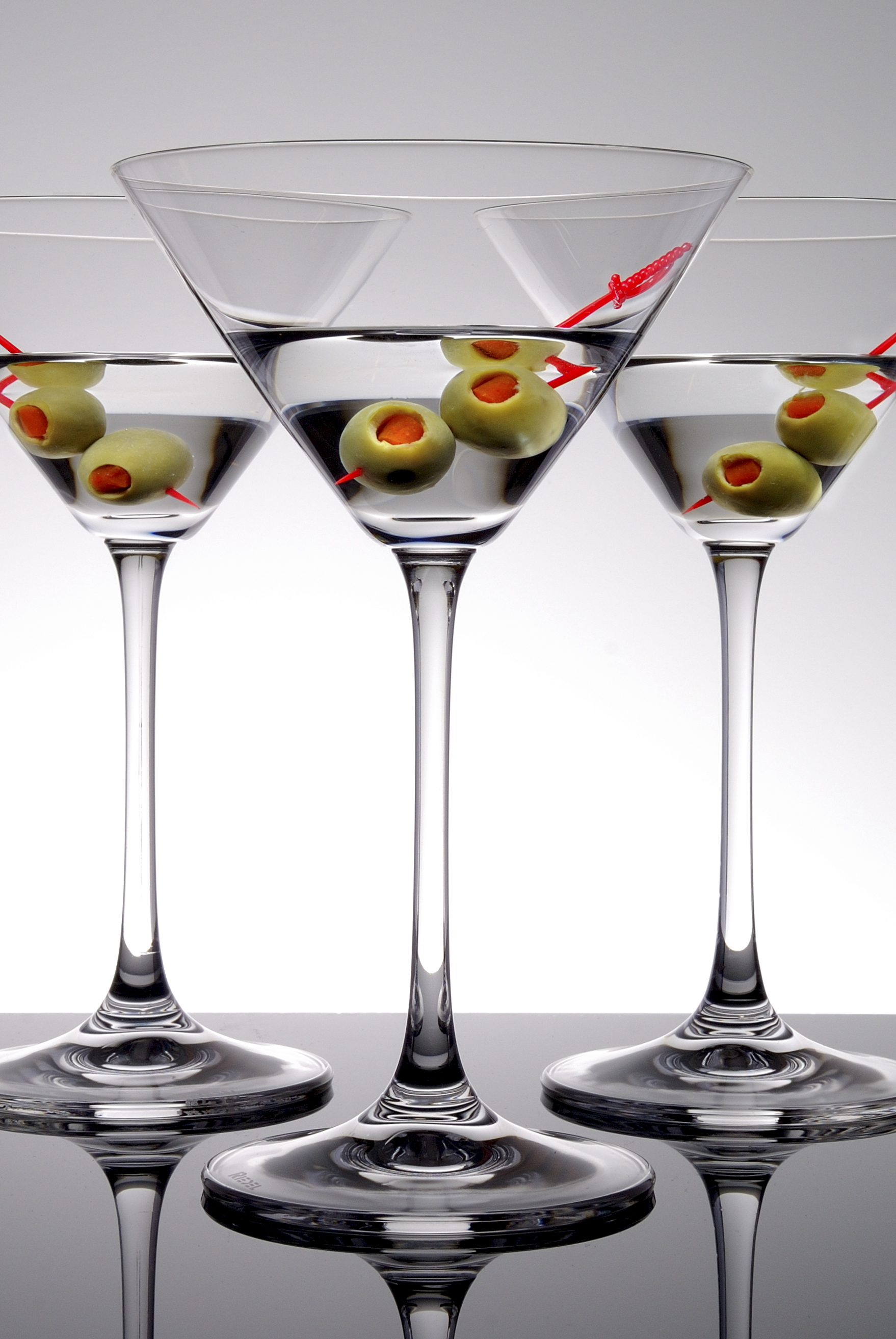
Martini koktél

A koktél olyan ital, elsősorban ún. bárital, melyet alkoholos italok és egyéb összetevők, például ízesített szirupok, gyümölcslé, szódavíz, tej, tejszín, méz, cukor és/vagy fűszernövények (például mentalevél) összekeverésével állítanak elő. Bár jobbára szeszes italt jelöl, léteznek alkoholmentes koktélok is. A koktél eredete nem tisztázott, és a nevének jelentéséről is számos elmélet született. 
A világ legnépszerűbb koktéljai közé tartozik a piña colada, a Bloody Mary, a Mai Tai, a Mojito, az Aperol Spritz, a Margarita, a Martini, a Manhattan, a Daiquiri, a Whiskey Sour vagy a Negroni. A legnépszerűbb koktélok listáját évek óta az Old Fashioned vezeti.

## Etimológiája

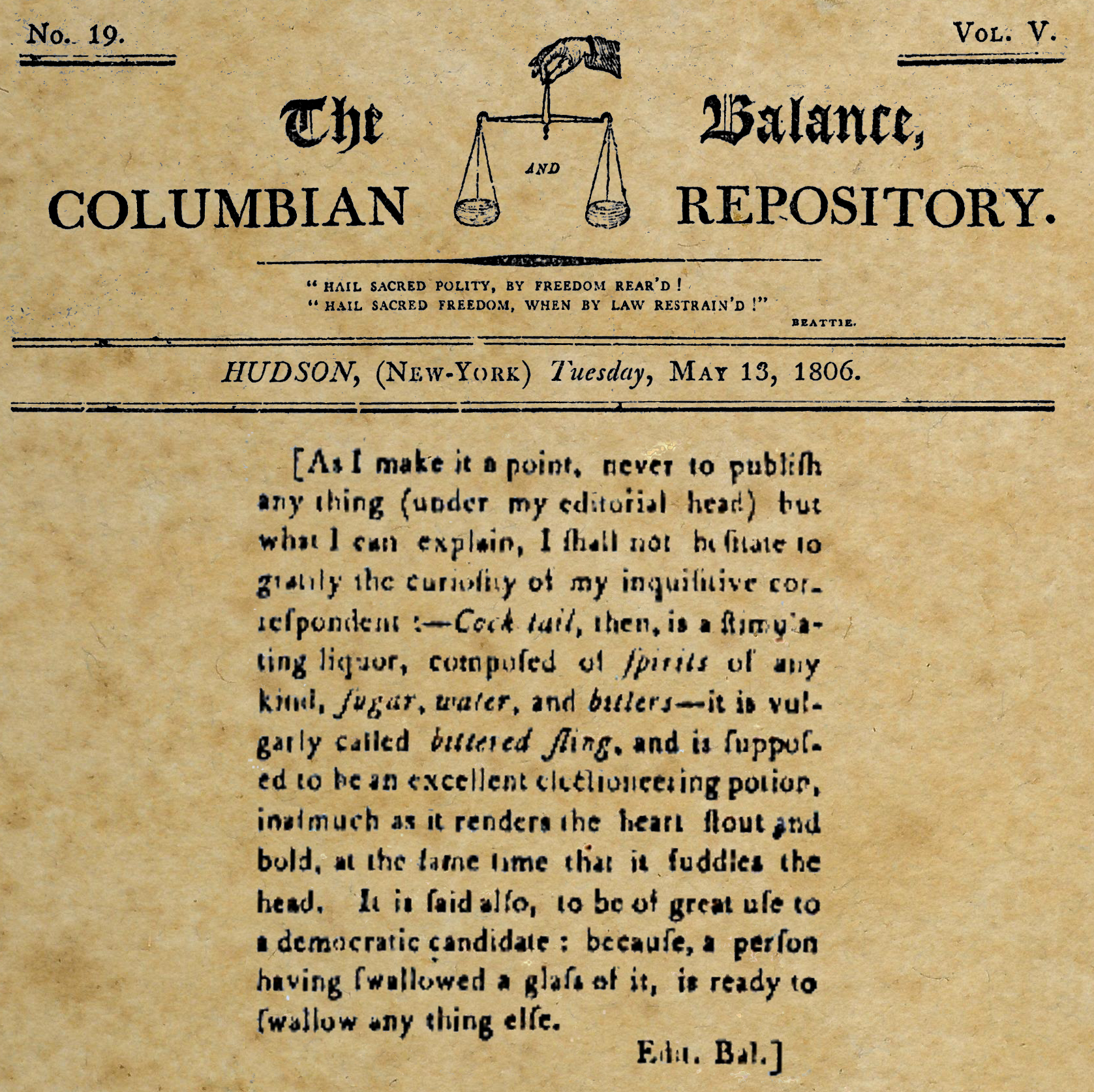
A Harry Croswell-féle definíció

A cocktail szó az angolban eredetileg a kurta farkú lovakat jelölte, és 1798-ban, a The Morning Post and Gazetteer-ben jelent meg először másmilyen értelemben. A The Oxford English Dictionary szerint ital értelemben amerikai eredetű. Amerikában 1803-ban, a The Farmer's Cabinet-ben említik először italként, bár feltehetően nem alkoholosként. 1806-ban Harry Croswell írta le először a cocktail mint alkoholos ital definícióját a The Balance and Columbian Repository-ban, eképp: „serkentő szeszes ital, mely bármilyen töményszeszből, cukorból, vízből és keserűkből áll” és azt is megjegyzi, hogy az „ember fejébe száll”.
Anatoly Liberman szerint valószínűsíthető, hogy a koktél szó valóban köthető a kurta farkú lovakhoz. A szokás szerint ugyanis a nem telivér lovak farkát megkurtították, őket hívták cocktailnek, majd később a szót elkezdték használni az olyan közönséges, faragatlan emberekre, akik úriembernek akartak látszani, de híján voltak az elvárt viselkedésnek. Croswell definíciója szerint a koktélhoz vizet tesznek, vagyis bár elfogadható alkoholos italként, fel van hígítva, nem „telivér”, akárcsak a cocktail lovak, illetve a cocktailnek nevezett ál-úriemberek. Elképzelhető, hogy így szállt át az alkoholos italra ez a megnevezés.
Egyesek szerint a cocktail szó az angol cock ale („kakassör”) torzulása.
A magyar nyelvbe az angol cocktail szóból került át, viszonylag korán, Kecskeméthy Aurél 1877-es a Éjszak-Amerika 1876-ban című könyvében már megemlíti, és egy receptet is közöl. Ezt követően idegen szóként, ritkán volt használatos, angol–magyar szótárba csak 1937-ben került be, de idegen szavak szótárába is csak 1905-ben. A harmincas években megpróbálták magyarítani is gyöngyital néven, de ez nem terjedt el. Csak a második világháború után kezdték el használni és ez időtájt módosult a helyesírása is. Az ötvenes években két új jelentése is megragadt: a koktél mint összejövetel, parti, a hozzá kapcsolódó kifejezésekkel (koktélruha, koktélpohár stb.); valamint az átvitt értelemben használatos „változatos egyveleg, érdekes keverék” jelentése.

## Kialakulása és jellemzői

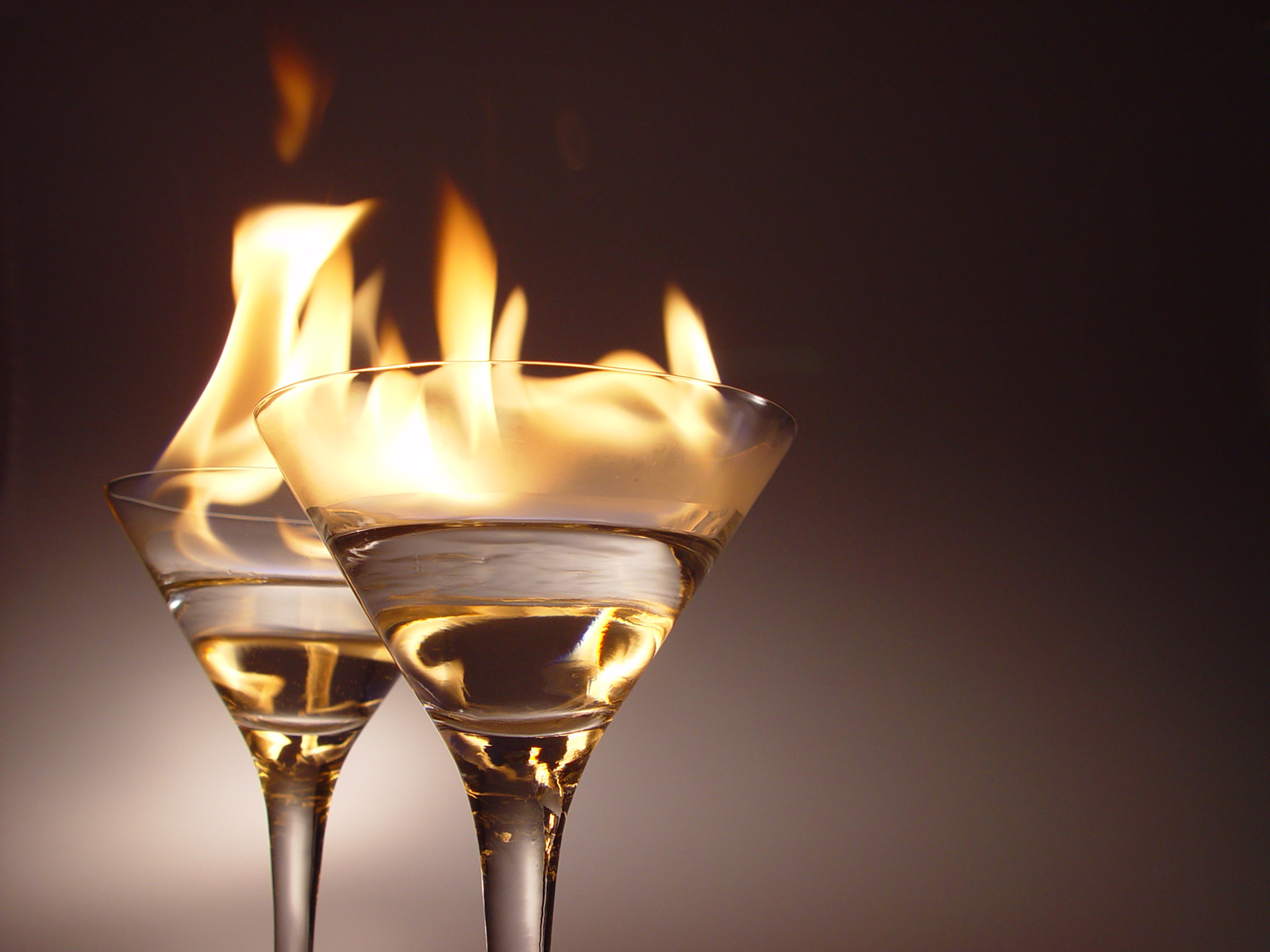
Lángoló koktélok

A koktél eredete nem egészen tisztázott. Az elérhető források alapján először égetett szeszek, víz, cukor és keserűk keveréke volt, az 1860-as évekre pedig gyakran likőröket is felhasználtak.
How to Mix Drinks; or, The Bon Vivant's Companion címmel Jerry Thomas csapos adott ki útmutatót 1862-ben csaposok számára, melyben tíz koktélrecept is szerepelt. A többi kevert italtól itt az különböztette meg a „koktél” néven szereplőket, hogy gyomorkeserűt is tartalmaztak. Ma is több ismert koktél felel meg ennek a kitételnek, például a töretlenül népszerű Old Fashioned, a Manhattan vagy Sazerac.
Az amerikai szesztilalom (1919–1933) idejében a koktélok nagy népszerűségnek örvendtek az illegális kocsmákban, több okból kifolyólag is. Ebben az időben whisky helyett inkább a gint preferálták, amit könnyebben és gyorsabban elő lehetett állítani illegálisan, ez szolgált a koktélok alapjául. A sokszor igen rossz minőségű alkohol rossz ízét édes hozzávalókkal fedték el, az édes italokat pedig gyorsabban el lehetett fogyasztani mint a tömény alkoholt, ami különösen fontos volt abban a korban, amikor az illegális kocsmákat bármikor ellenőrizhette a rendőrség és gyorsan kellett menekülni. Mindemellett nehéz volt bort vagy sört beszerezni, ezért a koktélok népszerű társasági italokká váltak.
Az 1960-as és 1970-es években csökkent a népszerűségük, majd az 1980-as években a vodkának köszönhetően ismét megnőtt. A hagyományos koktélok reneszánszukat kezdtél élni a 2000-es években, a 2000-es évek közepétől pedig elindultak a kísérletezések, a hagyományos alapokon nyugvó koktélok felfrissítése új összetevőkkel, valamint összetettebb ízvilágok kialakítása.

## Fordítás
- Ez a szócikk részben vagy egészben  a   cocktail című angol Wikipédia-szócikk fordításán alapul.  Az eredeti cikk szerkesztőit annak laptörténete sorolja fel. Ez a jelzés csupán a megfogalmazás eredetét és a szerzői jogokat jelzi, nem szolgál a cikkben szereplő információk forrásmegjelöléseként.